# Sainte-Marie-de-Gosse
Pour les articles homonymes, voir Sainte-Marie.
Sainte-Marie-de-Gosse (Senta Maria de Gòssa, en occitan) est une commune française située dans le département des Landes en région Nouvelle-Aquitaine.
Le gentilé est Mariot.

## Géographie

### Localisation
La commune est limitrophe du département des Pyrénées-Atlantiques.
|  |

### Communes limitrophes
Les communes limitrophes sont  Biarrotte, Guiche, Port-de-Lanne, Saint-Laurent-de-Gosse, Saint-Martin-de-Hinx, Saint-Étienne-d'Orthe et Sames.
|                        | Saint-Martin-de-Hinx          | Saint-Étienne-d'Orthe        |
| Biarrotte              | Sainte-Marie-de-Gosse         | Port-de-Lanne                |
| Saint-Laurent-de-Gosse | Guiche (Pyrénées-Atlantiques) | Sames (Pyrénées-Atlantiques) |

### Hydrographie
En bordure de l'Adour (12 km de rives) et au confluent avec les Gaves réunis (Horgave) le bourg se trouve sur la partie haute, le Séqué (sec). Altitude 100 m environ (point géodésique au Tuc Lambert 109 m).
La partie basse des barthes est large d'environ 3 à 400 mètres, et borde l'Adour dans sa partie devenue très large à cause de l'apport des eaux des Gaves réunis dont le débit est plus important que celui du fleuve.

### Climat
Pour des articles plus généraux, voir Climat de la Nouvelle-Aquitaine et Climat des Landes.
Historiquement, la commune est exposée à un micro climat océanique basque.  
En 2020, Météo-France publie une typologie des climats de la France métropolitaine dans laquelle la commune est dans une zone de transition entre le climat océanique et le climat de montagne et est dans la région climatique  Pyrénées atlantiques, caractérisée par une pluviométrie élevée (>1 200 mm/an) en toutes saisons, des hiver très doux (7,5 °C en plaine) et des vents faibles.
Pour la période 1971-2000, la température annuelle moyenne est de 13,8 °C, avec une amplitude thermique annuelle de 13,5 °C. Le cumul annuel moyen de précipitations est de 1 344 mm, avec 12,9 jours de précipitations en janvier et 8,1 jours en juillet. Pour la période 1991-2020, la température moyenne annuelle observée sur la station météorologique la plus proche, située sur la commune de Saint-Martin-de-Hinx à 4 km à vol d'oiseau, est de 14,2 °C et le cumul annuel moyen de précipitations est de 1 410,1 mm,. Pour l'avenir, les paramètres climatiques de la commune estimés pour 2050 selon différents scénarios d’émission de gaz à effet de serre sont consultables sur un site dédié publié par Météo-France en novembre 2022.

## Urbanisme

### Typologie
Au 1er janvier 2024, Sainte-Marie-de-Gosse est catégorisée commune rurale à habitat dispersé, selon la nouvelle grille communale de densité à sept niveaux définie par l'Insee en 2022.
Elle est située hors unité urbaine. Par ailleurs la commune fait partie de l'aire d'attraction de Bayonne (partie française), dont elle est une commune de la couronne,. Cette aire, qui regroupe 56 communes, est catégorisée dans les aires de 200 000 à moins de 700 000 habitants,.

### Occupation des sols

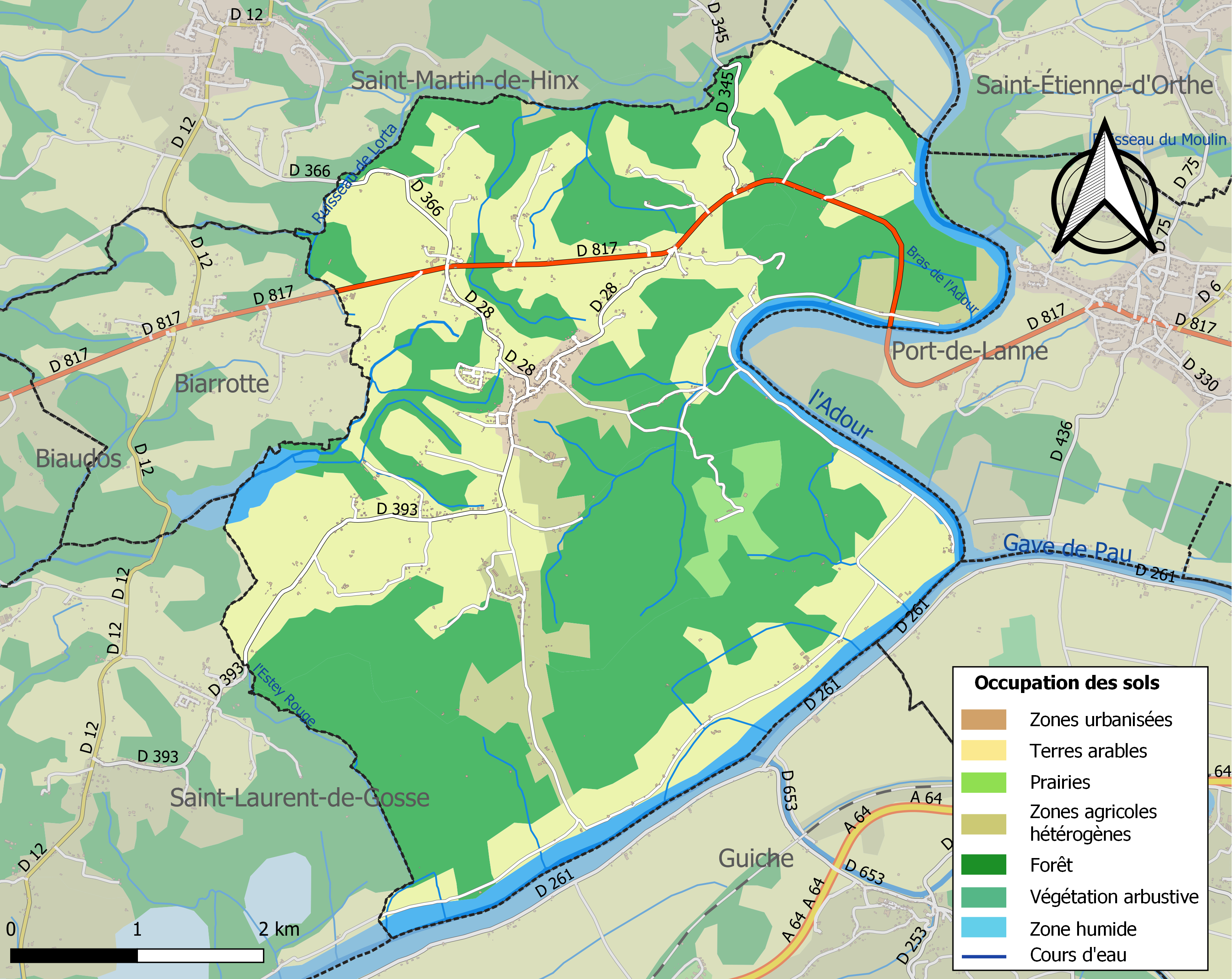
Carte des infrastructures et de l'occupation des sols de la commune en 2018 (CLC).

L'occupation des sols de la commune, telle qu'elle ressort de la base de données européenne d’occupation biophysique des sols Corine Land Cover (CLC), est marquée par l'importance des forêts et milieux semi-naturels (49,8 % en 2018), en diminution par rapport à 1990 (54,9 %). La répartition détaillée en 2018 est la suivante : forêts (49,8 %), terres arables (36,4 %), zones agricoles hétérogènes (5,8 %), eaux continentales (5,2 %), prairies (1,7 %), zones urbanisées (1,1 %). L'évolution de l’occupation des sols de la commune et de ses infrastructures peut être observée sur les différentes représentations cartographiques du territoire : la carte de Cassini (XVIIIe siècle), la carte d'état-major (1820-1866) et les cartes ou photos aériennes de l'IGN pour la période actuelle (1950 à aujourd'hui).

### Risques majeurs
Le territoire de la commune de Sainte-Marie-de-Gosse est vulnérable à différents aléas naturels : météorologiques (tempête, orage, neige, grand froid, canicule ou sécheresse), inondations, feux de forêts, mouvements de terrains et séisme (sismicité modérée). Un site publié par le BRGM permet d'évaluer simplement et rapidement les risques d'un bien localisé soit par son adresse soit par le numéro de sa parcelle.
Certaines parties du territoire communal sont susceptibles d’être affectées par le risque d’inondation par débordement de cours d'eau, notamment l'Adour et le Gave de Pau. La commune a été reconnue en état de catastrophe naturelle au titre des dommages causés par les inondations et coulées de boue survenues en 1988, 1999, 2009, 2014, 2018, 2019 et 2021,.
Sainte-Marie-de-Gosse est exposée au risque de feu de forêt. Depuis le 20 avril 2016, les départements de la Gironde, des Landes et de Lot-et-Garonne disposent d’un règlement interdépartemental de protection de la forêt contre les incendies. Ce règlement vise à mieux prévenir les incendies de forêt, à faciliter les interventions des services et à limiter les conséquences, que ce soit par le débroussaillement, la limitation de l’apport du feu ou la réglementation des activités en forêt. Il définit en particulier cinq niveaux de vigilance croissants auxquels sont associés différentes mesures,.
Les mouvements de terrains susceptibles de se produire sur la commune sont des affaissements et effondrements liés aux cavités souterraines (hors mines) et des tassements différentiels. Par ailleurs, afin de mieux appréhender le risque d’affaissement de terrain, un inventaire national permet de localiser les éventuelles cavités souterraines sur la commune.

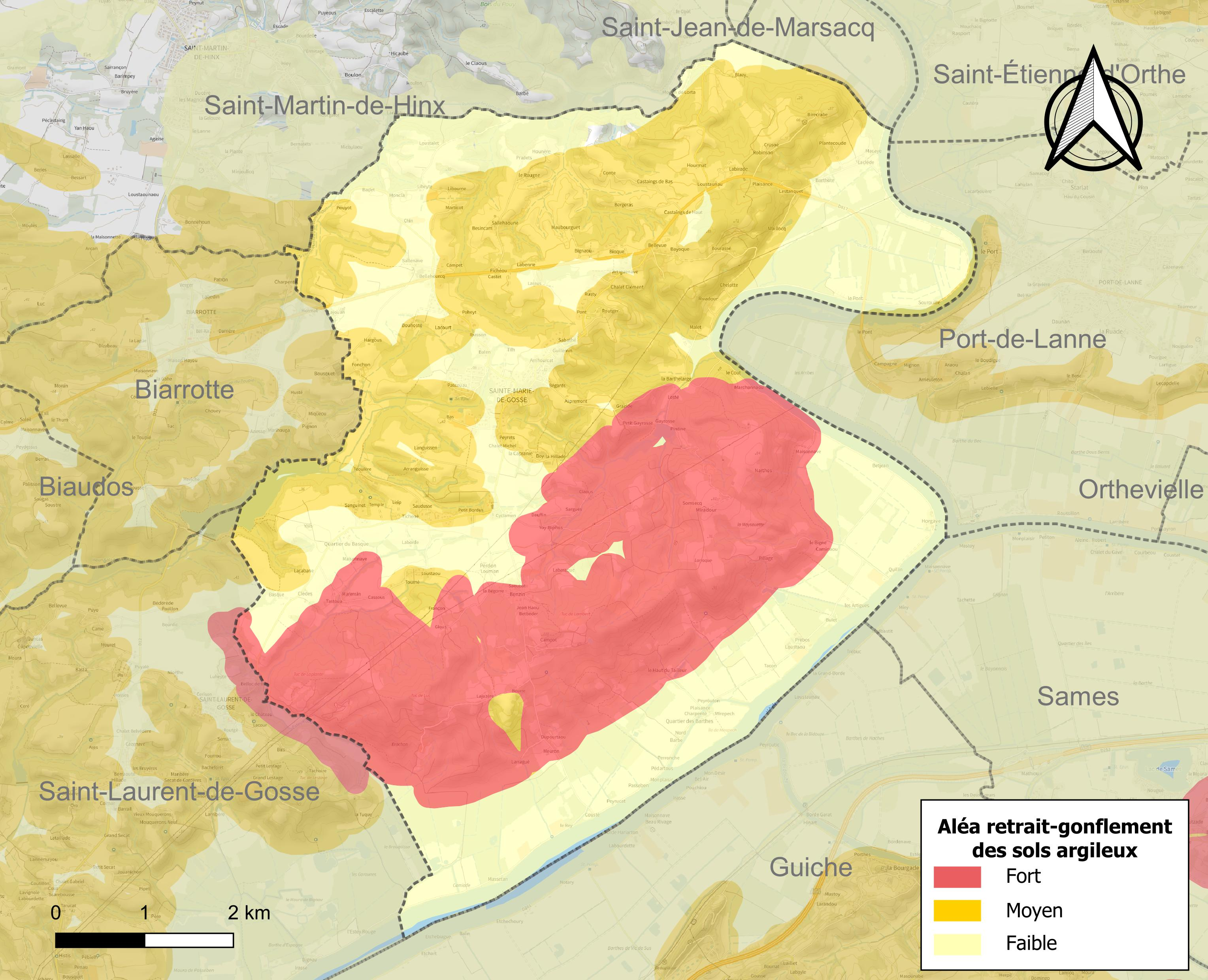
Carte des zones d'aléa retrait-gonflement des sols argileux de Sainte-Marie-de-Gosse.

Le retrait-gonflement des sols argileux est susceptible d'engendrer des dommages importants aux bâtiments en cas d’alternance de périodes de sécheresse et de pluie. 64,2 % de la superficie communale est en aléa moyen ou fort (19,2 % au niveau départemental et 48,5 % au niveau national). Sur les 480 bâtiments dénombrés sur la commune en 2019,  288 sont en aléa moyen ou fort, soit 60 %, à comparer aux 17 % au niveau départemental et 54 % au niveau national. Une cartographie de l'exposition du territoire national au retrait gonflement des sols argileux est disponible sur le site du BRGM,.
Concernant les mouvements de terrains, la commune a été reconnue en état de catastrophe naturelle au titre des dommages causés par des mouvements de terrain en 1999.

## Toponymie
Il existe plusieurs explications possibles au nom de la commune :
- La terminaison « osse » proviendrait du suffixe euskarien « otz(a) » qui indique un domaine, un lieu. Ce suffixe basque est resté en gascon (-os(se) \ -òç(a)) et aragonais (-ués) et a constitué de nombreux noms de village dans l'aire vasconne (Tosse, Seignosse, Biaudos, Angresse, Seyresse, Tarnos, Tyrosse, Biscarosse…). Voir l'article connexe Toponymie basque.
- Il semblerait que « gosse » vienne de Gosse < Garros < (Goi/garai)-oz, 'lieu en hauteur' (dans la commune, le quartier Gayrosse proviendrait du même fond proto-basque).
- Le mot « gosse » pourrait être une déformation de l'anglais goose, oie, car ce volatile est très présent dans cette région des Landes, conquise par les Anglais pendant la guerre de Cent Ans

Fondée par les bénédictins, ancienne halte des pèlerins de Saint-Jacques-de-Compostelle.
Au cours de la période de la Convention nationale (1792-1795), la commune porta le nom révolutionnaire de Barra.
Son nom occitan gascon est Senta Maria de Gòssa.

## Héraldique
| Blason de Sainte-Marie-de-Gosse | Blason  | Écartelé: au 1er d'azur au bœuf soutenu d'un canard, le tout d'or, au 2e d'azur à l'épi de maïs senestré d'une tranche de kiwi, le tout d'or, au 3e d'azur à trois fasces ondées d'argent, au 4e d'azur à l'alose, soutenue d'une pibale [civelle/anguille], le tout d'or; à la croix pattée estrée d'argent brochant sur la partition. |
| Blason de Sainte-Marie-de-Gosse | Détails | Le Bœuf, le Canard, le maïs et le kiwi représentent les productions de Sainte Marie de gosse, L'alose et l'anguille les activités de pêche, Les trois ondines représe l'Adour. Le bleu roi et la croi pattée est un rappel d'Henri IV qui venait à Labegorre dans le Quartier Benzin Le statut officiel du blason reste à déterminer.   |

## Politique et administration
| Période                                  | Période  | Identité                      | Étiquette | Qualité                                                                         |
| ---------------------------------------- | -------- | ----------------------------- | --------- | ------------------------------------------------------------------------------- |
| 1921                                     | 1932     | Bertrand Marmande (1877-1941) | SFIO      | Artisan carrier, épicier et aubergiste, conseiller d'arrondissement (1919-1925) |
| 1995                                     | En cours | Francis Betbeder              | PS        | Agriculteur Président du Syndicat Intercommunal de la Basse Vallée de l'Adour   |
| Les données manquantes sont à compléter. |          |                               |           |                                                                                 |

## Démographie
L'évolution du nombre d'habitants est connue à travers les recensements de la population effectués dans la commune depuis 1793. Pour les communes de moins de 10 000 habitants, une enquête de recensement portant sur toute la population est réalisée tous les cinq ans, les populations de référence des années intermédiaires étant quant à elles estimées par interpolation ou extrapolation. Pour la commune, le premier recensement exhaustif entrant dans le cadre du nouveau dispositif a été réalisé en 2007.

En 2022, la commune comptait 1 228 habitants, en évolution de +5,32 % par rapport à 2016 (Landes : +5,78 %, France hors Mayotte : +2,11 %).
| 1793  | 1800  | 1806  | 1821  | 1831  | 1836  | 1841  | 1846  | 1851  |
| ----- | ----- | ----- | ----- | ----- | ----- | ----- | ----- | ----- |
| 1 180 | 1 126 | 1 223 | 1 367 | 1 512 | 1 480 | 1 494 | 1 514 | 1 559 |

| 1856  | 1861  | 1866  | 1872  | 1876  | 1881  | 1886  | 1891  | 1896  |
| ----- | ----- | ----- | ----- | ----- | ----- | ----- | ----- | ----- |
| 1 570 | 1 533 | 1 498 | 1 562 | 1 455 | 1 403 | 1 420 | 1 162 | 1 462 |

| 1901  | 1906  | 1911  | 1921  | 1926  | 1931  | 1936  | 1946 | 1954 |
| ----- | ----- | ----- | ----- | ----- | ----- | ----- | ---- | ---- |
| 1 412 | 1 367 | 1 323 | 1 168 | 1 140 | 1 059 | 1 057 | 970  | 897  |

| 1962 | 1968 | 1975 | 1982 | 1990 | 1999 | 2006  | 2007  | 2012  |
| ---- | ---- | ---- | ---- | ---- | ---- | ----- | ----- | ----- |
| 854  | 821  | 765  | 729  | 815  | 878  | 1 016 | 1 036 | 1 057 |

| 2017  | 2022  | - | - | - | - | - | - | - |
| ----- | ----- | - | - | - | - | - | - | - |
| 1 184 | 1 228 | - | - | - | - | - | - | - |

## Monuments

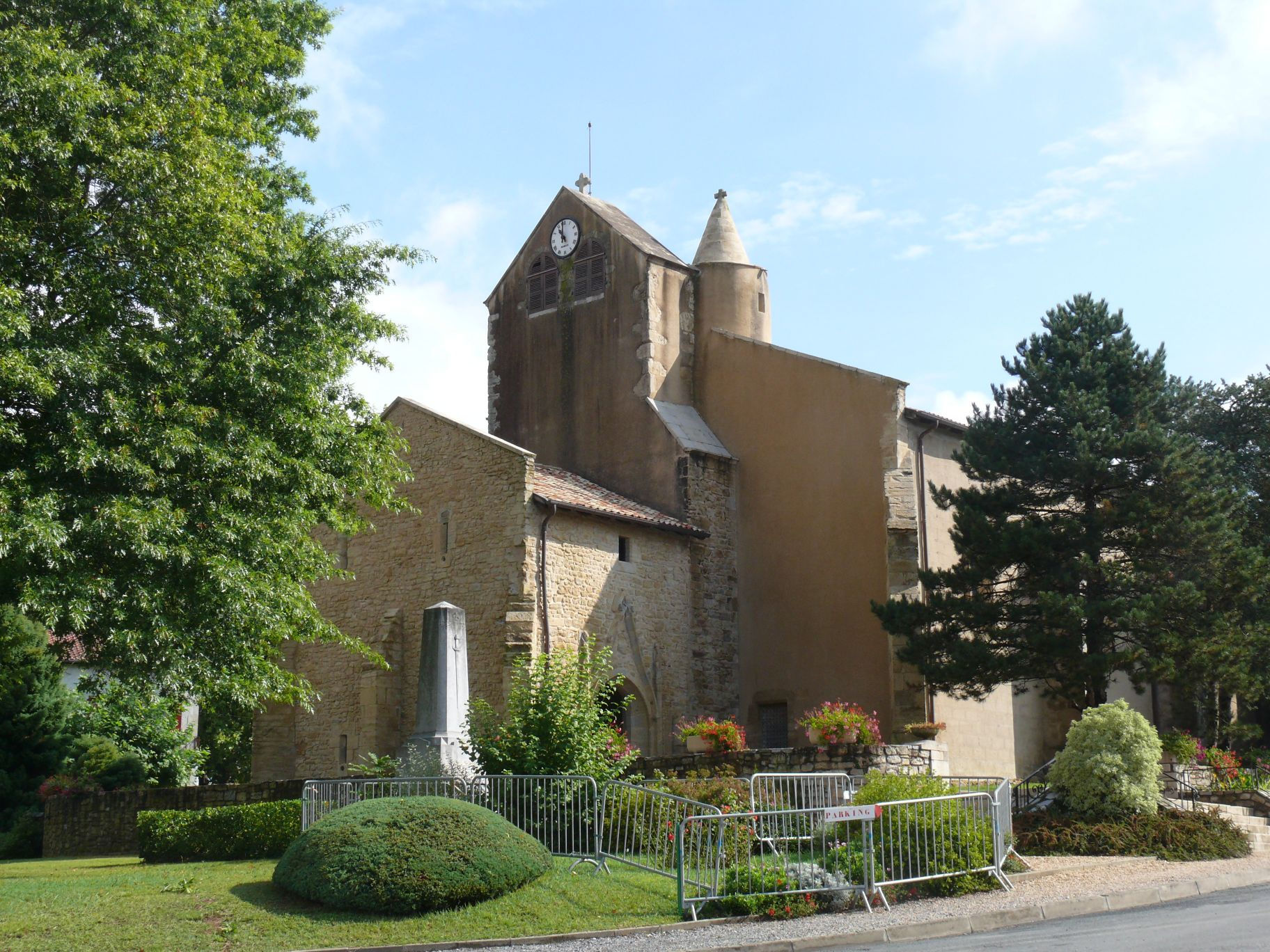
L'église Notre-Dame de Sainte-Marie-de-Gosse.

L'architecture des maisons de la commune est proche du style bas-navarrais (maisons carrées aux murs blanchis, volets peints, pierres d'angle visibles), propre au pays d'Orthe (Peyrehorade) et du Seignanx (Saint-Martin, Saint-André, Tarnos…).
- Église Notre-Dame de Sainte-Marie-de-Gosse, fortifiée. Fondée par les bénédictins (XIIe siècle). De style roman à l'origine,  elle a été modifiée au XVIe siècle en adoptant le style gothique. On y découvre un beau tableau de la nativité qui aurait été offert par Napoléon III. Église inscrite à l’Inv. suppl. des Monuments historiques le 1er février 1999.
- Château d'Aranguiche.
- Château de Bordus.
- Château de Routger.
- Moulin de Gayrosse. Bâtiment surmonté d’une croix bénédictine. Ancienne possession de l'abbaye de Sorde (mentionné dans le cartulaire de l’abbaye de Sorde, XIIe siècle[29],[30]). Le moulin à eau figure sur la carte de Cassini. Inventaire général.
- Moulin de Lorta.
- Maysoun Blanque (maison blanche). Maison natale d'Isidore Salles.
- Maysoun du Rey (maison du roi, sur les rives de l'Adour) où serait passé Henri IV pour des rendez-vous galants.
- Domaine de Miradour. Maison construite vers 1930 par les architectes Louis et Benjamin Gomez pour Alfred Eluère maire de Soorts-Hossegor de 1935 à 1972. Résidence du Dr Delay, ancien maire de Bayonne. (XIXe siècle), Inventaire général.
- Maison Lacoste (actuellement poste), maison construite vers 1782 pour ou par A. Lacoste, Inventaire général.
- Mairie, maison portant au-dessus d'une porte de l'élévation antérieure, l'inscription : Fait par Charles Galtier 1748. Inventaire général.
- Domaine de Labégorre, Inventaire général.
- Ferme de Campet, Inventaire général.

### Paysages pittoresques
- Barthes de l'Adour.
- Site de Horgave (ou Bec du Gave) avec de belles maisons anciennes.
- Île de Mirepech (sur l'Adour, desservie par un accès à découvert seulement à marée basse).
- Tuc Lambert (sommet de la commune).
- Tuc de Luc (belle vue sur les Pyrénées).
- Cascade de Lorta (moulin de Lorta).
- Étang de Gayrosse (moulin de Gayrosse).

## Personnalités liées à la commune
- Isidore Salles, poète gascon.
- Ferdinand Corrèges, peintre bayonnais qui immortalisa les plus belles vues du village.